# Sybra microphthalma
Sybra microphthalma là một loài bọ cánh cứng trong họ Cerambycidae.